# Pio Ferraris
Pio Giulio Alfredo Ferraris, zkráceně jen Pio Ferraris (19. květen 1899, Turín, Italské království – 5. únor 1959, Turín, Itálie) byl italský fotbalový útočník.
S fotbalem začínal v Juventusu v roce 1919. Po čtyřech sezonách přestoupil do Casale. V roce 1926 se do Juventusu, jenže zde odehrál jedno utkání. Kariéru ukončil v roce 1929 v dresu Savony.
Za reprezentaci odehrál 4 utkání a vstřelil 5 branek. První utkání odehrál v 29. srpna 1920 proti Francii. Byl na OH 1920.

## Hráčské úspěchy

### Reprezentační
- 1x na OH (1920)